# Korfowski
Korfowski (russisch Ко́рфовский) ist eine Siedlung städtischen Typs in der Region Chabarowsk (Russland) mit 4890 Einwohnern (Stand 1. Oktober 2021).

## Geographie
Der Ort liegt etwa 30 km Luftlinie südlich des Regionsverwaltungszentrums Chabarowsk, zugleich Verwaltungssitz des Rajons Chabarowski, zu der die Siedlung gehört. Sie befindet sich am östlichen Fuß des dort knapp 700 m hohen Bergzuges Bolschoi Chechzir (Großer Chechzir), der weiter westlich bis auf fast 1000 m ansteigt. Östlich der Siedlung fließt der Bach Malyje Tschirki, ein rechter Zufluss des Ussuri-Nebenflusses Tschirki.
Die Siedlung ist Sitz der Stadtgemeinde Korfowskoje gorodskoje posselenije, zu der neben Korfowski noch das Dorf Sosnowka und die Siedlungen Chechzir, Tschirka, 18 km und 24 km gehören (die Kilometerangaben in den Siedlungsnamen entsprechen der Entfernung entlang der Straße A370 Ussuri von Chabarowsk).

## Geschichte
Der Ort entstand während des Baus der Ussuribahn, heute Teil der Transsibirischen Eisenbahn, von Chabarowsk nach Wladiwostok zwischen 1891 und 1897. Station und Siedlung wurden nach Baron Andrei Korf (1831–1893) benannt, seit 1884 erster Generalgouverneur des Amurgebietes.
Seit 1904 ist unweit des Ortes ein großer Steinbruch in Betrieb. Seit 1950 besitzt Korfowski den Status einer Siedlung städtischen Typs.

### Bevölkerungsentwicklung
| Jahr | Einwohner |
| ---- | --------- |
| 1959 | 4165      |
| 1970 | 4418      |
| 1979 | 3198      |
| 1989 | 5193      |
| 2002 | 5823      |
| 2010 | 5733      |
| 2021 | 4890      |

Anmerkung: Volkszählungsdaten

## Verkehr
Korfowski liegt an der Transsibirischen Eisenbahn (Station Korfowskaja; Streckenkilometer 8561 ab Moskau). Die föderale Fernstraße A370 von Chabarowsk nach Wladiwostok umgeht den Ort einige Kilometer östlich auf einer autobahnartigen Trasse, die auf diesem Abschnitt im September 2019 eröffnet wurde.

## Persönlichkeiten

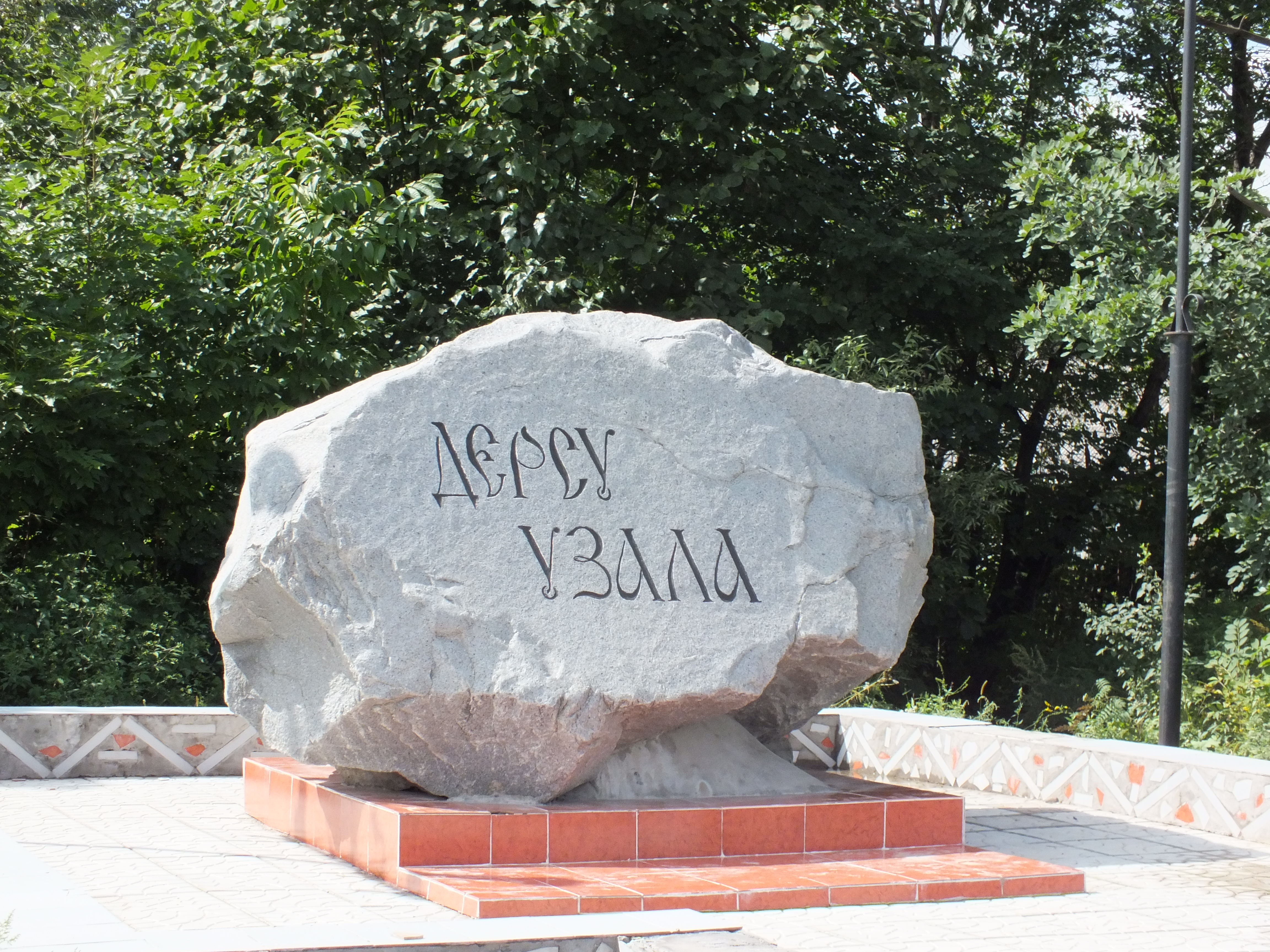
Gedenkstein für Dersu Usala unweit des Ortes seiner Ermordung

Bei Korfowski wurde 1908 der Nanaier Dersu Usala, bekannt durch die Bücher Wladimir Arsenjews und Akira Kurosawas 1976 Oscar-prämierten Spielfilm, ermordet. Unweit der Stelle befindet sich heute ein Gedenkstein.